# USCGC Stone (WMSL-758)
USCGC Stone (WMSL-758) — девятий  куттер типу «Ледженд» берегової охорони США. Призначений для забезпечення національної безпеки, охорони територіальних вод, захисту рибальських промислів і навколишнього середовища, проведення пошуково-рятувальних операцій, надання допомоги потерпілим. Названий на честь Фаулера Стоуна, колишнього командувача берегової охорони США.

## Історія створення

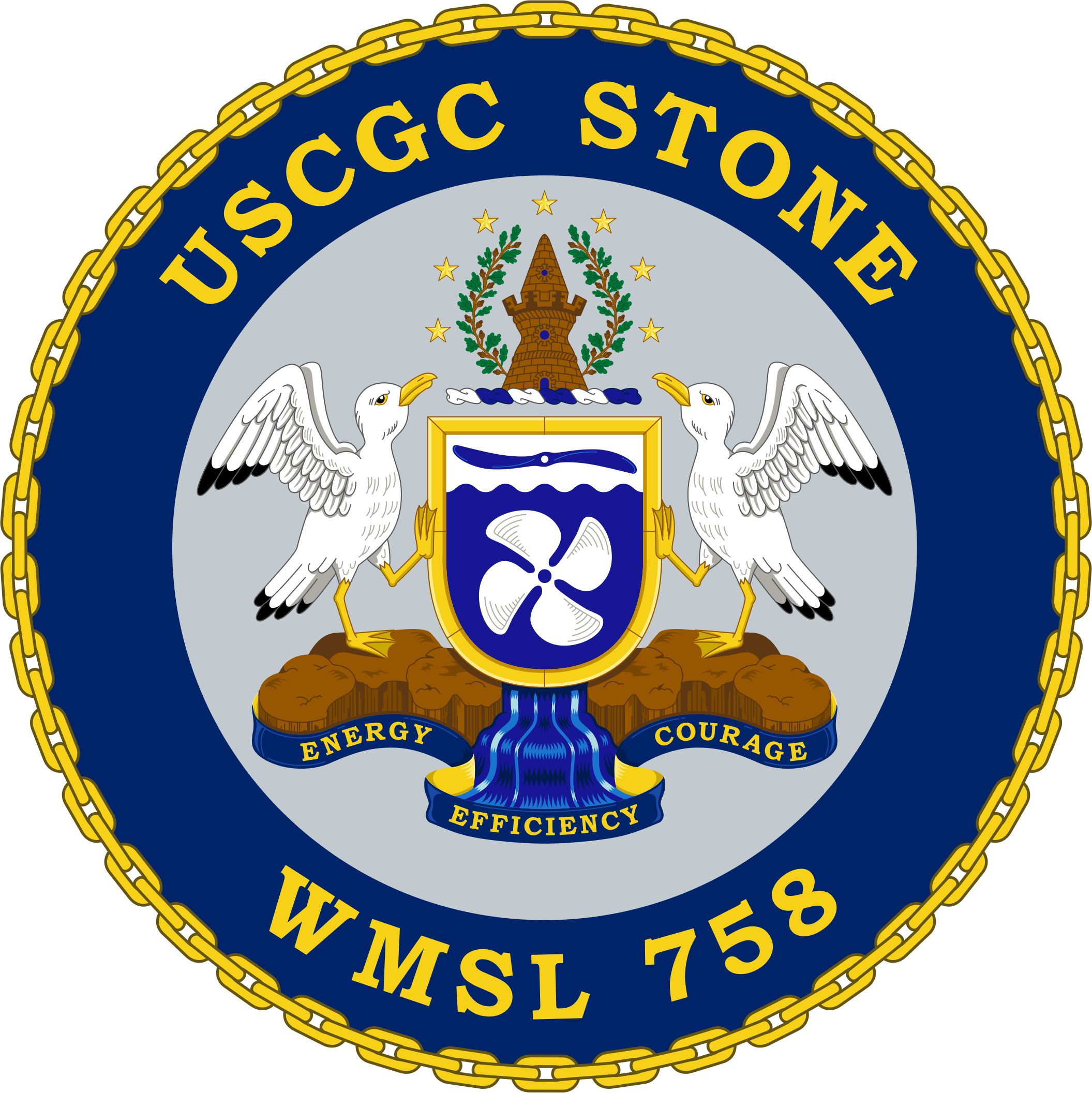
Емблема корабля

Церемонія закладки кіля відбулася 14 вересня 2018 року. Спонсором корабля стала Лаура Кавалло, племінниця Фаулера Стоуна (колишній командувач Берегової охорони США), на честь якого названо корабель, ініціали якого були зварені на закладній дошці. 14 вересня 2020 року успішно завершив ходові випробування у Мексиканській затоці. За повідомленням від 2 жовтня успішно завершив приймальні випробування, що проходили у Мексиканській затоці. 10 листопада переданий береговій охороні США.  Введено в експлуатацію 19 березня 2021 року.

## Історія служби
22 грудня 2020 року вирушив у вій перший патруль у Південу Атлантику.  Перебуваючи в Південній Атлантиці, брав участь в операції "Південний Хрест", яка покликана протидіяти незаконному, нерегульованому та незареєстрованому рибальству разом із зміцненням партнерських відносин у всьому регіоні. 5 березня 2021 року прибув у свій порт приписки Чарлстон, Південна Кароліна.